# منطقة عمليات عسكرية

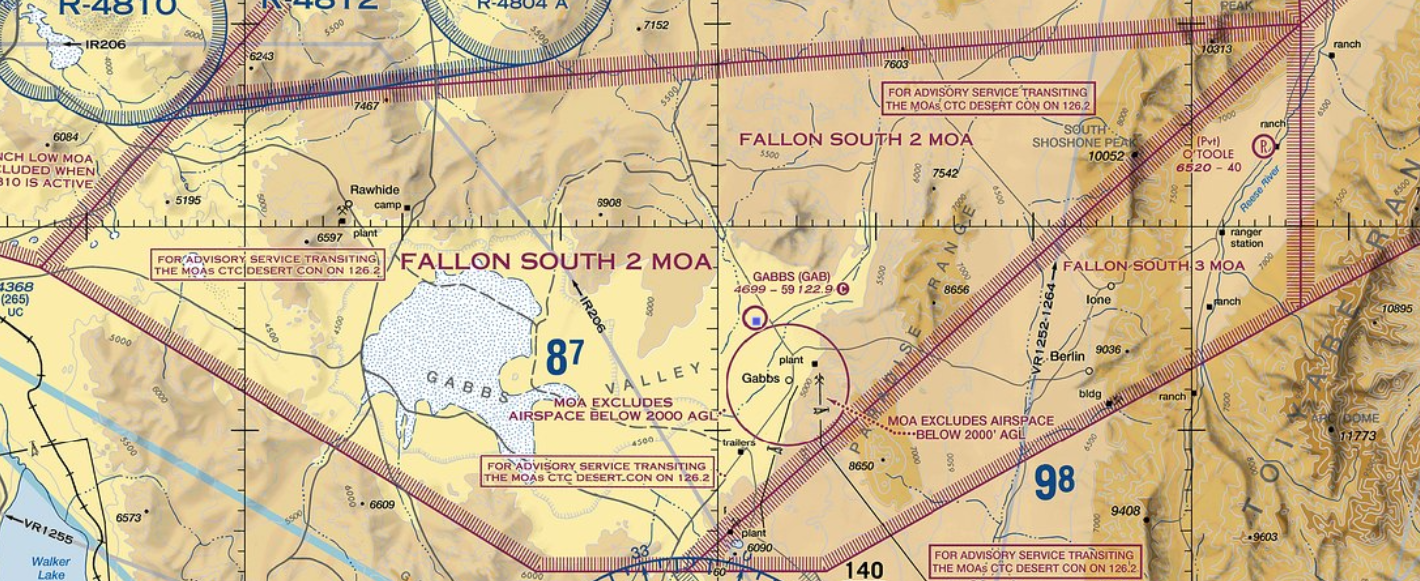
صورة لأحد مناطق العمليات العسكرية

منطقة العمليات العسكرية (military operations area) اختصارا (MOA) هي مجال جوي تم إنشاؤه خارج المجال الجوي من الفئة أ لفصل أو عزل بعض الأنشطة العسكرية غير الخطرة عن حركة مرور (IFR) وللتعرف على حركة المرور (VFR) حيث يتم إجراء هذه الأنشطة. (14 CFR §1.1، USA) توجد هياكل مماثلة بموجب معايير الطيران الدولية. هذه مصممة للتدريب الروتيني أو مناورات الاختبار. بشكل عام، يتم تحديد المناطق القريبة من القتال الفعلي أو حالات الطوارئ العسكرية الأخرى كمجال جوي مقيد. انظر تقييد الطيران المؤقت (TFR).
منطقة العمليات العسكرية هي نوع من المجال الجوي للاستخدام الخاص (SUA)، بخلاف المجال الجوي المقيد أو المجال الجوي المحظور، حيث تكون العمليات العسكرية ذات طبيعة تبرر القيود المفروضة على الطائرات التي لا تشارك في تلك العمليات. يحدد تعيين  المجال الجوي للاستخدام الخاص (SUA) للمستخدمين الآخرين المناطق التي يحدث فيها النشاط العسكري، ويوفر فصل هذا النشاط عن المنشورات الأخرى، ويسمح لرسم الخرائط لإبقاء مستخدمي المجال الجوي على اطلاع. تحافظ مرافق خدمة الطيران المحلية على الجداول الزمنية الحالية وجهات الاتصال للوكالة التي تتحكم في كل منطقة العمليات العسكرية.
غالبًا ما يتم وضع منطقة العمليات العسكرية فوق مناطق ريفية معزولة لتوفير فصل أرضي عن أي إزعاج ضوضاء أو حطام محتمل للحوادث. تظهر كل منطقة العمليات العسكرية المعينة على المخططات المقطعية ذات الصلة، جنبًا إلى جنب مع ساعات عملها العادية، والارتفاعات الدنيا والعليا للعملية، والتحكم في الاتصال بالسلطة، واستخدام الوكالة.
عندما تكون منطقة العمليات العسكرية نشطة، قد يتم مسح حركة مرور (IFR) غير المشاركة عبر المنطقة بشرط أن تضمن مراقية الحركة الجوية (ATC) فصل (IFR) ؛ وبخلاف ذلك، ستقوم مراقية الحركة الجوية (ATC) بإعادة توجيه حركة مرور (IFR) غير المشاركة أو تقييدها. على الرغم من أن منطقة العمليات العسكرية لا تقيد عمليات (VFR)، يجب على الطيارين الذين يعملون تحت (VFR) توخي الحذر الشديد أثناء الطيران داخل أو بالقرب من أو أسفل منطقة العمليات العسكرية النشطة. يقوم الطيارون العسكريون، في بعض الأحيان، بإخضاعهم لاتفاقية منطقة العمليات العسكرية الموصوفة لهم على ارتفاعات منخفضة دون سابق إنذار. بالإضافة إلى ذلك، قبل الدخول في وزارة منطقة العمليات العسكرية النشطة، يتم تشجيع الطيارين على الاتصال بوكالة المراقبة للحصول على إرشادات المرور بسبب الوضع المتغير المتكرر لهذه المناطق.